# Zhang Ning
Zhang Ning (Jinzhou, 19 de maio de 1976) é uma jogadora de badminton chinesa. bicampeã olímpica, e ex-número 1 da modalidade.

## Carreira
Zhang Ning representou seu país nos Jogos Olímpicos de Verão de 2004 e 2008 conquistando a medalha de ouro, no individual feminino nas duas oportunidades.